# Steve Stone
Steven Brian Stone (* 20. srpna 1971 Gateshead) je bývalý anglický fotbalista. Reprezentoval Anglii v letech 1995–1996, sehrál za ni 9 zápasů, v nichž vstřelil dvě branky (roku 1995 v přátelském utkání se Švýcarskem a ve stejném roce v přátelském zápase s Portugalskem). Získal s ní bronz na mistrovství Evropy roku 1996. S Aston Villou vyhrál Pohár Intertoto 2001. Hrál za Nottingham Forest (1989–1999), Aston Villu (1999–2002; při tom hostování v Portsmouthu), Portsmouth (2002–2005) a Leeds United (2005–2006). Od roku 2010 působí v trenérském týmu Newcastle United.